# Юсуф, Зия
Мухаммад Зиауддин «Зия» Юсуф (англ. Muhammad Ziauddin «Zia» Yusuf; род. в октябре 1986, Шотландия, Великобритания) — британский бизнесмен и политик, председатель партии «Реформировать Соединённое Королевство», право-популистской политической партии с 11 июля 2024 года.

## Ранние годы
Мухаммад Зиауддин Юсуф родился в Шотландии в октябре 1986 года. Его родители мигрировали из Шри-Ланки в Великобританию в 1980-х годах и оба работали в Национальной службе здравоохранения. Его отец был врачом, а мать — медсестрой.
Получил образование в школе Хэмптон в западном Лондоне, где встретил своего будущего бизнес-партнёра Алекса Макдональда. В 2009 году получил степень бакалавра наук в области международных отношений в Лондонской школе экономики и политических наук.

## Карьера
Юсуф работал в Goldman Sachs, поднявшись до должности исполнительного директора.
В 2014 году Юсуф и Макдональд основали компанию класса люкс по предоставлению консьерж-услуг Velocity Black, в которой он был генеральным директором. В 2023 году они продали компанию Capital One за 233 млн фунтов, и Юсуф заработал приблизительно 31 млн фунтов.

## В политике
Юсуф был крупнейшим донором партии "Реформировать Соединённое Королевство" в преддверии всеобщих выборов 2024 года. Найджел Фараж предположил, что однажды Юсуф может возглавить партию. В июне 2024 года Юсуф выступил на мероприятии NEC в Бирмингеме.
11 июля 2024 года он сменил Ричарда Тайса на посту председателя партии "Реформировать Соединённое Королевство".

## Личная жизнь
Юсуф — мусульманин. Он описывает себя как "британского мусульманина-патриота".